# Maurice Jaubert
Maurice Jacques Joseph Eugène Jaubert  (* 3. Januar 1900 in Nizza; † 19. Juni 1940 in Baccarat im Département Meurthe-et-Moselle) war ein  französischer Komponist. 

## Leben und Werk

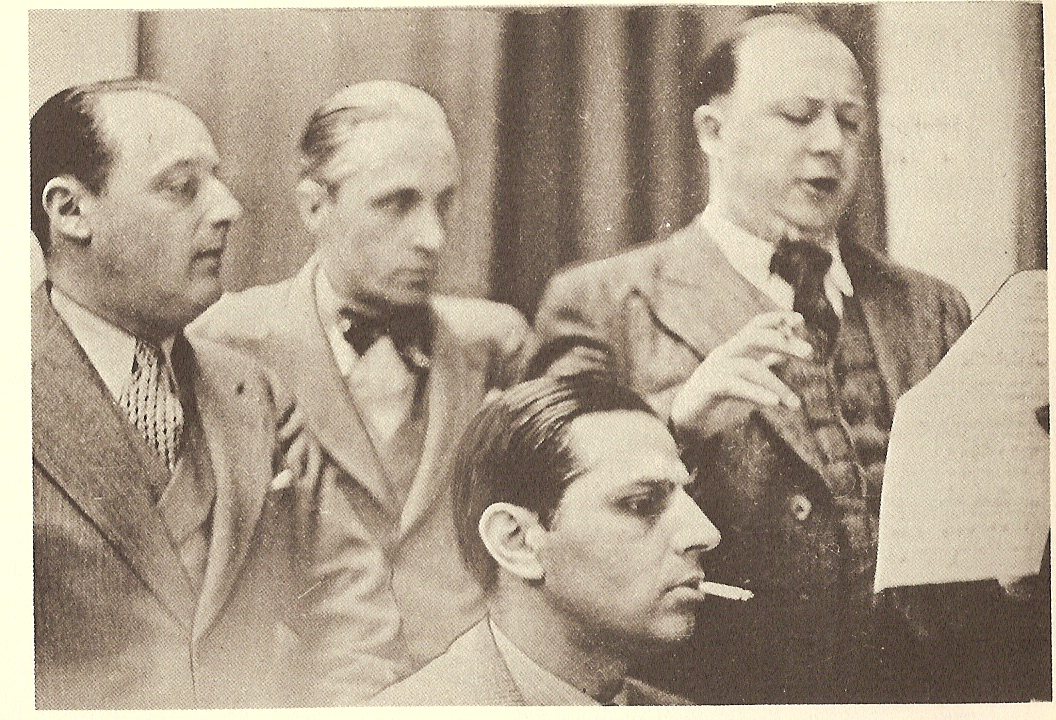
Von links: Georges Truc, Pierre Vellones, Henri Médus; am Klavier: Maurice Jaubert (o. J.)

Nach einer juristischen Ausbildung schrieb der Sohn eines berühmten Anwalts bereits mit Anfang 20 Orchesterwerke, Kammer-, Ballett-, Theater- und Filmmusik. Er zählte zur intellektuellen Linken im Frankreich der 1930er Jahre und komponierte entsprechend engagierte, populäre Stücke.
Jaubert vertonte auch Filme, unter anderem von René Clair, Jean Vigo und Marcel Carné.
François Truffaut verwendete für vier seiner Filme posthum Musik von ihm: L'histoire d'Adèle H. (Die Geschichte der Adèle H., 1975), L'argent de poche (Taschengeld, 1975), L'homme qui aimait les femmes (Der Mann, der die Frauen liebte, 1977) und La chambre verte (Das grüne Zimmer, 1978).
Jaubert starb in einem Militärkrankenhaus, nachdem er in Azerailles, Département Meurthe et Moselle, tödliche Verwundungen erlitten hatte.

## Filmografie (Auswahl)
- 1926: Nana
- 1928: Le petit chaperon rouge
- 1929: Die wunderbare Lüge der Nina Petrowna
- 1933: Großstadtnacht (zus. mit Karol Rathaus und Friedrich Schröder)
- 1933: Der 14. Juli (14 Juillet)
- 1933: Betragen ungenügend (Zéro de conduite)
- 1934: Atalante (L’Atalante)
- 1935: Das Kreuz von Golgatha (Golgotha)
- 1936: Mayerling (nur Bearbeitung)
- 1937: Ein sonderbarer Fall (Drôle de drame)
- 1937: Spiel der Erinnerung (Un carnet de Bal)
- 1938: Hafen im Nebel (Le Quai des brumes)
- 1938: Hôtel du Nord
- 1939: Lebensabend (La Fin du jour)
- 1939: Die weiße Sklavin (L'esclave blanche)

## Zitat
In "Das grüne Zimmer" sagt Julien Davenne, gespielt von François Truffaut, über Jaubert: "Ich hatte ihn fast völlig vergessen. Aber als ich eines Tages im Radio ein Stück von ihm hörte, da merkte ich, dass seine Musik voller Klarheit und Sonne ist, um die Erinnerung an all diese Verstorbenen zu begleiten."